# Магістральний трубопровідний транспорт нафти і газу
Магістральний трубопровідний транспорт нафти і газу (рос. магистральный трубопроводный транспорт нефти и газа; англ. main pipeline transport of oil and gas; нім. Erdöl- und Erdgasrohrleitungstransport m) — технологічний комплекс — окремий трубопровід (або сукупність трубопроводів) та пов'язані з ним єдиним технологічним процесом об'єкти, за допомогою яких здійснюються постачання нафти і газу споживачам, включаючи транзитне постачання через територію України.

## Загальний опис
Магістральний трубопровідний транспорт нафти і нафтопродуктів — виробничо-технологічний комплекс, призначений для транспортування підготовленої нафти і нафтопродуктів від пунктів прийому до пунктів здачі споживачам або перевалки їх на автомобільний, залізничний або водний види транспорту, що складається з конструктивно і технологічно взаємопов'язаних об'єктів, включаючи споруди і будівлі, що використовуються для цілей обслуговування і управління об'єктами магістрального трубопроводу.
Введення в експлуатацію і виведення з експлуатації магістральних трубопроводів нафти, газу та продуктів їх переробки здійснюється в порядку, встановленому Кабінетом Міністрів України.
Найбільш часто використовувані в стандартних лініях транспорту газу, конденсату та нафти труби мають діаметри від 76 до 1400 мм з товщиною стінки до 20 мм. Потужність насосів і компресорних станцій змінюється в межах від 100 до 20000 кВт. Комплекс обладнання, за допомогою якого здійснюється процес транспорту вуглеводневої сировини, являє собою взаємопов'язану систему, що складається з лінійної частини, установок підготовки газу, лінійних і дотискних компресорних станцій, газорозподільних станцій, установок електрохімзахисту труб і багатьох інших необхідних елементів. Забезпечення ефективної взаємодії всіх елементів цієї складної системи є важливим завданням транспорту газу.
Потенційна енергія стисненого газу у вигляді втрат перепадів тисків витрачається на тертя і подолання сил гідравлічних опорів в порожнині газопроводу, подолання потоком газу підйомів траси по рельєфу місцевості і на зростання лінійної швидкості потоку по довжині газопроводу.
Відправники незалежно від форми власності мають рівні права на користування магістральним трубопровідним транспортом і перевалювальними комплексами нафти, газу та продуктів їх переробки, що перебувають у державній власності. Відправники мають право обирати маршрут транспортування. Підприємства трубопровідного транспорту зобов'язані надавати відправникам інформацію про можливі маршрути транспортування.
Об'єкти магістрального трубопровідного транспорту і перевалювальні комплекси нафти, газу та продуктів їх переробки, що побудовані за кошти комунальних або приватних власників після набрання чинності Законом України «Про трубопровідний транспорт» (192/96-ВР), можуть перебувати в комунальній або приватній власності, а також передаватися в державну власність згідно з законом.
При переходах через водні перешкоди трубопроводи, як правило, заглиблюються нижче рівня дна. Для запобігання спливання на трубопроводах монтують чавунні або залізобетонні привантажувачі різної конструкції. Крім основної, укладають резервну нитку переходу того ж діаметра. На перетинах залізничних і великих шосейних доріг трубопровід укладають у патроні (кожусі) з труб, діаметр яких не менше ніж на 200 мм більший від діаметра трубопроводу. При перетині природних і штучних перешкод застосовують також надземне прокладання трубопроводів (на опорах або за рахунок власної жорсткості труби).
Магістральний трубопровід потребує спеціального технічного нагляду. Тому вся магістраль розбивається на окремі ділянки, кожна з яких закріплюється за певною насосною станцією. У свою чергу така ділянка ділиться на ряд більш дрібних ділянок, і до кожної з них прикріплюють лінійних обхідників. Для цього вздовж траси трубопроводу, на відстані 10 — 20 км один від одного, розміщують будинки обхідників. В обов'язки обхідника входить спостереження за справністю ділянки трубопроводу.
При транзитному перекачуванні нафти і нафтопродуктів магістральний трубопровід оснащується засобами місцевої автоматики, дистанційним керуванням і засобами зв'язку.
На кожній станції, крім обслуговуючого експлуатаційного персоналу, є ремонтні бригади.
Основними параметрами, які характеризують магістральний трубопровід, є його продуктивність, довжина, діаметр та кількість перекачувальних станцій.
Продуктивність і довжина трубопроводу визначаються розмірами й напрямком вантажопотоку нафти або нафтопродуктів. Діаметр і кількість перекачувальних станцій нафтопроводу розраховуються. Для заданої продуктивності нафтопроводу зі збільшенням його діаметра кількість станцій зменшується і, навпаки, зі зменшенням діаметра необхідна кількість станцій збільшується, тому що зростають сили опору руху рідини в трубопроводі.
Одна й та ж продуктивність магістрального нафто-, газопроводу може бути отримана при різних його діаметрах. Однак від діаметра трубопроводу і від кількості станцій безпосередньо залежить вартість самої магістралі й вартість її експлуатації. Тому з усіх можливих варіантів діаметр трубопроводу повинен бути обраний такий, який відповідає мінімальній вартості трубопроводу і мінімальній вартості його експлуатації, тобто мінімальній собівартості перекачування.

## Основні складові магістрального трубопроводу
Незалежно від того, що транспортується по трубах, усі системи магістральних трубопроводів складаються з одних і тих же елементів:
1) трубопроводів;
2) головної і проміжних нафтоперекачувальних станцій (НПС);
3) кінцевого пункту;
3) лінійних споруд.
Головна НПС призначена для прийому нафти з промислу, змі-шування чи розділення її по сортах, обліку нафти та її закачування з резервуарів у трубопровід. Головна НПС розташовується поблизу нафтопромислів.
Проміжні НПС слугують для поповнення енергії, витраченої потоком на подолання сил тертя, з метою забезпечення подальшого перекачування нафти. Проміжні НПС розміщують по трасі трубопроводу, згідно з гідравлічним розрахунком, через кожні 50 — 200 км.
Для перекачування нафти і нафтопродуктів застосовуються відцентрові насоси з електроприводом чи приводом від газотурбінних установок (ГТУ).
Кінцевим пунктом магістрального нафтопроводу, як правило, є нафтопереробний завод або велика перевалочна нафтобаза.

### Основні складові лінійної частини промислових і магістральних газопроводів
- 1) мережі видобутку, підготовки та перекачування газу (свердловина, УКПГ, ГС, ДКС)
- 2) труби з ізоляцією і допоміжним обладнанням (кріплення, кожухи тощо);
- 3) запірно-регулююча та аварійна арматура;
- 4) установки пуску і прийому очисних поршнів, ємності збору рідини;
- 5) лінії катодного захисту, телеметрії, телемеханіки, зв'язку, автоматизації і диспетчеризації контрольно-вимірювальних приладів діагностичних комплексів;
- 6) датчики, діафрагми, клапани, лінії скидання, свічки та ін.

### Трубопровід
Трубопровід є основною складовою магістрального нафто-, газопроводу тощо, який являє собою труби, зварені в «нитку». Оснащення трубопроводу включає камери прийому й пуску, роздільники, прилади, а також трубопроводи-відводи.

### Лінійні засувки
Лінійні засувки встановлюються по трасі трубопроводу не рідше ніж через 30 км з урахуванням рельєфу місцевості таким чином, щоб розлив нафти в разі можливої аварії був мінімальним. Крім того, лінійні засувки розміщуються на виході з НПС і на вході в них, на обох берегах перетнутих трубопроводом водойм, по обидва боки переходів під автомагістралями й залізницями.

### Станції катодного та протекторного захисту
Станції катодного та протекторного захисту розташовуються в здовж траси трубопроводу відповідно до розрахунку.
Лінії електропередач служать для електропостачання перекачувальних станцій, станцій катодного захисту і дренажних установок.